# Marcel Bitsch
Marcel Bitsch (Parigi, 29 dicembre 1921 – Tolosa, 21 settembre 2011) è stato un compositore, musicologo e insegnante francese.

## Biografia
Entrò al Conservatorio di Parigi nel 1939, frequentando le classi di armonia con Jean Gallon, contrappunto con Noël Gallon, musicologia con Paul-Marie Masson e composizione con Henri Büsser. Dopo aver conseguito la laurea in lettere, Bitsch si classificò secondo al Prix de Rome nel 1943, vincendo l’ambito premio nel 1945.
Nel 1956 Marcel Bitsch divenne professore di Contrappunto e successivamente di Fuga al Conservatorio di Parigi. Negli ultimi anni si concentrò soprattutto sull'insegnamento e sull'analisi della musica di Johann Sebastian Bach, producendo partiture analitiche la cui impaginazione era pensata per trasmettere le caratteristiche strutturali della musica. Tra i suoi studenti si ricordano Daniel Roth, Pierre Pincemaille e Édith Lejet. Si è ritirato nell'autunno del 1988.

## Composizioni
- Suite française per oboe e pianoforte
- Quatre variations sur un thème de D. Scarlatti per tromba
- Cahiers d'études pour la flûte - Pubblicati con il titolo Douze Etudes pour Flute. Non sono intesi solo come studi ma anche come brevi pezzi da concerto, come afferma il flautista Jean-Pierre Rampal nella prefazione all'edizione Leduc. La raccolta è dedicata a Gaston Crunelle, ex professore di flauto al Conservatorio Nazionale di Musica di Parigi.
- Six esquisses symphoniques, 1949
- La farce du Contrebandier, commedia musicale, 1946
- Le chalumeau d'or, balletto
- Marvellous Dreams, Dodici pezzi facili per Pianoforte, 1947
- Trois sonatines, per flauto e pianoforte, 1952
- Pastourelles, per due Pianoforti (10 pieces, 2 vols), 1956
- Les plaisirs de Sully, 2001
- Douze etudes de rhythme pour clarinette 1957
- Douze etudes pour Cor 1959
- Aubade, per Sax contralto e Pianoforte 1978
- Divertissement, per Flauto, Oboe, Clarinetto e Fagotto
- Fantasietta, per Tromba e Pianoforte
- Vingt études, per tromba, 1954
- Quinze études de Rythme, per Trombone, 1956
- Variations sur une chanson francaise, per Corno e Pianoforte, ca. 1954
- Concertino, per Fagotto e Pianoforte
- Vingt études, per Fagotto, 1948